# Estación Meléndez (MIO)
Meléndez es una de las estaciones del Sistema Integrado de Transporte MIO de la ciudad de Cali, inaugurado en el año 2008.

## Ubicación
Se encuentra ubicada en el sur de la ciudad, sobre la calle 5 a la altura de la carrera 94.

## Toponimia
El nombre de la estación proviene del barrio Meléndez que se encuentra contiguo a la estación.

## Historia
Durante el Paro nacional de 2021, la estación Meléndez fue vandalizada e incinerada. Esta permaneció cerrada por cerca de un año hasta el 18 de abril de 2022 cuando fue puesta al servicio nuevamente.

## Características
La estación tiene una sola vía de acceso peatonal sobre la calle 5. Cuenta con un solo vagón y bahías para recibir los servicios alimentadores en su costado oriental. 

## Servicios de la estación

### Rutas expresas y troncales
| Ruta | Estación Origen                        | Estación Destino            | Sentido (N/S) |
| ---- | -------------------------------------- | --------------------------- | ------------- |
| E21  | Terminal Menga Av 3N Cl 70N            | Universidades Cra 100 Cl 16 | Ambos         |
| T31  | Terminal Paso del Comercio Cra 1 Cl 71 | Universidades Cra 100 Cl 16 | Ambos         |
| T51  | Terminal Aguablanca Cra 28D Cl 96      | Universidades Cra 100 Cl 16 | Ambos         |

### Rutas pretroncales
| Ruta | Origen                      | Trayecto                                             | Destino                           |
| ---- | --------------------------- | ---------------------------------------------------- | --------------------------------- |
| P21C | Terminal Menga Av 3N Cl 70N | Cl 70 - Autopista Suroriental - Cl 5                 | Fin del recorrido                 |
| P21E | Terminal Menga Av 3N Cl 70N | Av 6N - Av. Las Américas - Centro - Av. Pasoancho    | Universidades Cra 100 Cl 16       |
| P51C | Buitrera Cra 100 Cl 11      | Cl 5 - Cra 56 - Cl 25 - Cra 46 - Cl 48 - Nuevo Latir | Terminal Aguablanca Cra 28D Cl 96 |

### Rutas alimentadoras
| Ruta | Origen               | Trayecto                                | Destino              |
| ---- | -------------------- | --------------------------------------- | -------------------- |
| A12A | Inicio del recorrido | Cr 80 - Cl 4 - Cr 78 - Cr 83 - Cl 2B Oe | Altos de la Luisa    |
| A12B | Inicio del recorrido | Cra 94 - Cl 4 Oe                        | Las Palmas           |
| A12C | Inicio del recorrido | Cra 87 - Cra 92 - Cl 2C - Cra 94        | Horizontes           |
| A12D | Inicio del recorrido | Cra 94 - Cl 4 - Cra 98                  | Altos de Santa Elena |

## Sitios de interés
- Cantón Militar Pichincha
- Fundación Universitaria Católica Lumen Gentium
- Colegio Luis Madina
- Universidad Santo Tomás
- Colegio Lacordaire
- Colegio Americano
- La Tienda de Pedro
- Centro Comercial Unicentro
- Barrio Meléndez
- Barrio Mayapán - Las Vegas
- Barrio La Playita
- Barrio Multicentro
- Río Meléndez